# Coeliades forestan
Coeliades forestan là một loài bướm ngày thuộc họ Bướm nhảy. Loài này có ở Transkei đến Zimbabwe và đến Botswana. Nó cũng hiện diện ở Madagascar.
Sải cánh dài 45–55 mm đối với con đực and 55–64 mm đối với con cái. Con trưởng thành bay quanh năm ở các xứ ấm hơn với cao điểm vào tháng 9 đến tháng 4.
Ấu trùng ăn nhiều loài thực vật, bao gồm Parinari curatellifolia, Lonchocarpus capassa, Combretum bracteosum, Combretum apiculatum, Solanum auriculatum, Solanum mauritianum, Millettia sutherlandii, Sphedamnocarpus rhamni, Sphedamnocarpus pruriens và Robinia pseudacacia.

## Phân loài
- Coeliades forestan forestan
- Coeliades forestan arbogastes (Guenee, 1863) (Madagascar)

## Hình ảnh

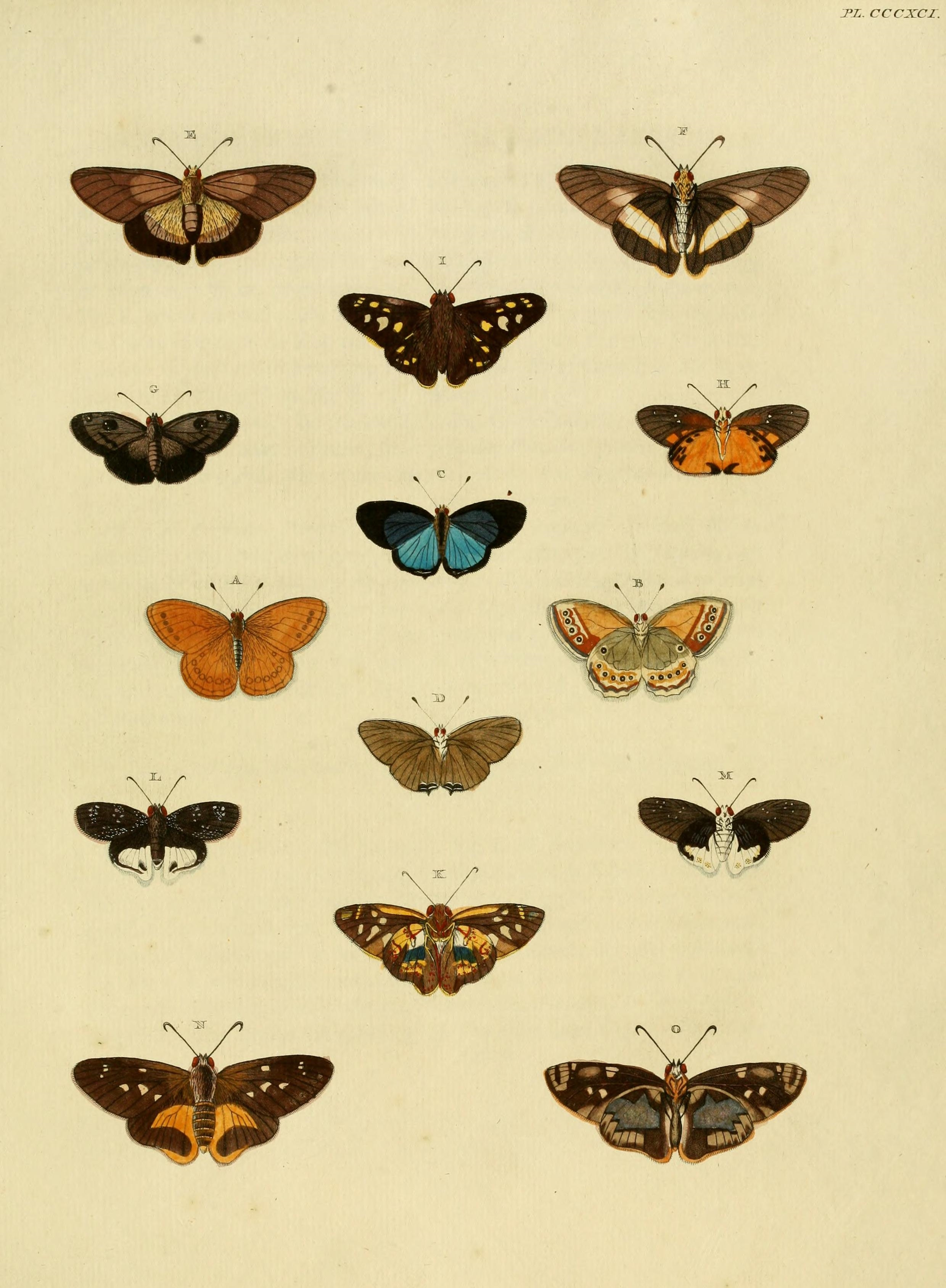